# Myzostoma wheeleri
Myzostoma wheeleri is een ringworm uit de familie Myzostomatidae.
Myzostoma wheeleri werd in 1906 voor het eerst wetenschappelijk beschreven door McClendon.